# Adolf Friedrich Hesse
Adolf Friedrich Hesse, född den 30 augusti 1809 i Breslau, död där den 5 augusti 1863, var en tysk orgelvirtuos.
Hesse blev 1827 andre organist vid Elisabethkirche och 1831 förste organist vid Bernhardinerkirche i Breslau. På resor i Tyskland, Frankrike och England väckte han allmän beundran för sitt utmärkta orgelspel. Bland hans kompositioner är i synnerhet de för orgel betydande.